# Gunnar de Frumerie
Per Gunnar Fredrik de Frumerie (né le 20 juillet 1908 à Nacka en Suède et décédé le 9 septembre 1987 à Täby) est un compositeur et pianiste suédois.

## Biographie
Fils de l'architecte Gustaf de Frumerie et de Maria Helleday, il fit ses études de piano en Suède, à Paris (avec Alfred Cortot) et à Vienne (Sauer).
Il fut à la fois compositeur, pianiste soliste et accompagnateur, professeur. Peu porté sur les évolutions contemporaines de l’écriture, il écrit surtout pour le piano mais il est également l’auteur de divers cycles de mélodies avec piano ou orchestre.